# Gyrtona yucca
Gyrtona yucca là một loài bướm đêm trong họ Noctuidae.